# Gaiziapis zhizhuba
Espèce
Gaiziapis zhizhuba est une espèce d'araignées aranéomorphes de la famille des Anapidae.

## Distribution
Cette espèce est endémique du Yunnan en Chine,. Elle se rencontre dans le district de Longyang et le xian de Lushui dans les Gaoligongshan.

## Description
Le mâle holotype mesure 1,06 mm et la femelle paratype 1,18 mm.

## Publication originale
- Miller, Griswold & Yin, 2009 : The symphytognathoid spiders of the Gaoligongshan, Yunnan, China (Araneae, Araneoidea): Systematics and diversity of micro-orbweavers. ZooKeys, vol. 11, p. 9-195 (texte intégral).